# Daequan Cook
Daequan Cook (Dayton, Ohio, 28. travnja 1987.) američki je profesionalni košarkaš. Igra na poziciji bek šutera, a trenutno je član NBA momčadi Miami Heata. Izabran je u 1. krugu (21. ukupno) NBA drafta 2007. od strane Philadelphia 76ersa. Osvojio je natjecanje u tricama na All-Star vikendu 2009. godine.

## Srednja škola
Cook je pohađao srednju školu "Paul Laurence Dunbar High School." Na trećoj godini bio je ključan igrač za uspjehe svoje momčadi. Odveo ih je do Ohio Division II polufinala, gdje su izgubili od kasnijih prvaka "Upper Sandusky High School."  Na četvrtoj godini prosječno bilježi 24.5 poena, 6 skokova i 5 asistencija, te predvodio svoju momčad do Ohio Division II naslova prvaka. Izabran je u McDonald's All-American petorku. U toj utakmici zabio je 18 poena u pobjedi Zapada 112-94. Cook je u istoj momčadi zaigrao i s Gregom Odenom te Mike Conleyom, Jr. koji su osvojili Big Time naslov prvaka u Las Vegasu. Cook je bio vodeći strijelac momčadi.

## Sveučilište
Cook je na sveučilištu Ohio State prosječno bilježio 10.7 poena, 4.5 skokova, 1.1 asistenciju, te 0.7 ukradenih lopti za 20.4 odigrane minute. 20. travnja 2007. odlučio se zajedno sa svojim suigračima Gregom Odenom i Mikeom Conleyom, Jr. prijaviti na NBA draft 2007. godine.

## NBA
Cook je u svojoj rookie sezoni prosječno bilježio 8.2 poena, nakon čega je poslan u razvojnu Development League. Nakon povratka u Miami u utakmici s LA Clippersima postigao je 23 poena. 4. ožujka 2009. u utakmici sa Sunsima postigao je 27 poena, uz šut 6/8 iza linije za tricu. Cook je nastupao na natjecanju u tricama na All-Star vikendu 2009., gdje je pobjedom okončao vladavinu Jasona Kapona u tom natjecanju.

## NBA statistike

### Regularni dio
| Godina    | Klub  | Odig. uta. | Uta. poč. | Min. | 2P%  | 3P%  | Sl. bac.% | Skok. | Asist. | Ukr. lop. | Blok. | Poena |
| --------- | ----- | ---------- | --------- | ---- | ---- | ---- | --------- | ----- | ------ | --------- | ----- | ----- |
| 2007./08. | Miami | 59         | 19        | 24.4 | .381 | .332 | .825      | 3.0   | 1.3    | .4        | .2    | 8.8   |
| 2008./09. | Miami | 75         | 4         | 24.4 | .375 | .387 | .875      | 2.5   | .9     | .5        | .1    | 9.1   |
| Ukupno    |       | 134        | 23        | 24.4 | .378 | .367 | .850      | 2.7   | 1.1    | .5        | .1    | 9.0   |

### Doigravanje
| Godina    | Klub  | Odig. uta. | Uta. poč. | Min. | 2P%  | 3P%  | Sl. bac.% | Skok. | Asist. | Ukr. lop. | Blok. | Poena |
| --------- | ----- | ---------- | --------- | ---- | ---- | ---- | --------- | ----- | ------ | --------- | ----- | ----- |
| 2008./09. | Miami | 7          | 0         | 23.0 | .310 | .300 | 1.000     | 2.4   | .6     | .3        | .0    | 5.3   |
| Ukupno    |       | 7          | 0         | 23.0 | .310 | .300 | 1.000     | 2.4   | .6     | .3        | .0    | 5.3   |

## Vanjske poveznice
- Profil na NBA.com